# Apokalipsisty
Die Apokalipsisty (russisch Апокалипсисты; wiss. Transliteration Apokalipsisty) ist eine apokalyptische russische Sekte, die im Jahr 1923 in der Ukraine entstand und Elemente des orthodoxen Dogmas mit sektiererischen Riten verbindet. Ihrem Glauben liegt die Offenbarung des Johannes zugrunde (woraus sich auch ihr Name ableitet). Heute ist sie in der Ukraine und im Fernen Osten anzutreffen.